# Vale Royal
Vale Royal was een Engels district in het graafschap Cheshire en telde 122.089 inwoners (2001). De oppervlakte bedraagt 380,2 km². In april 2009 werd het district opgeheven en ging op in de unitary authority Cheshire West and Chester.
Van de bevolking is 15,6% ouder dan 65 jaar. De werkloosheid bedraagt 2,8% van de beroepsbevolking (cijfers volkstelling 2001).

## Plaatsen in district Vale Royal
- Frodsham
- Kingsley